# Timucua (llengua)
El timucua és una llengua ameríndia extingida parlada fins al segle xviii al nord i centre de Florida, el sud-est de Geòrgia, i l'est d'Alabama pels timucua. Es coneixen onze dialectes diferents, que coincidien amb les fronteres tribals i les diferències entre elles són petites.

## Aspectes històrics, socials i culturals

### Història
El timicua va ser la llengua principal usada en aquesta regió a l'arribada dels espanyols. L'evidència lingüística i arqueològica suggereix que els timucua haurien estat assentats a la zona des d'almenys el 2000 aC.
Només es conserven nou fonts primàries sobre el timucua, incloent una carta de 1688 dirigida a la corona espanyola, traduïda del timucua a l'espanyol, i dos catecismes escrits en timucua pel sacerdot espanyol Gregorio de Movilla en 1635. La principal font d'informació sobre la llengua són les obres del sacerdot Francisco Pareja (1595), un missioner franciscà procedent de Sant Agustín. Aquest religiós va viure entre els timucua durant 31 anys i va escriure molts catecismes espanyol-timucua, així com una gramàtica de la llengua.
En 1763, els pocs timucua supervivents van ser traslladats a Cuba, prop de l'Havana, la llengua no va sobreviure més enllà del segle xviii.

### Dialectes
El pare Pareja nomena en les seves obres nou o deu dialectes cadascun parlada per una o més tribus timucua
s en el nord-est de Florida i el sud-est de Geòrgia:
1. Timicua (pròpiament dit), parlat per la tribu Utina septentrional, entre el baix riu Saint Johns i el riu Suwannee, al nord del riu Santa Fe en Florida i al sud de Geòrgia.
2. Potano, parlat pels Potano, els Yustaga i possiblement els Ocale, entre els rius Aucilla i Suwannee a Florida estenent-se al sud de Geòrgia, però no al llarg de la costa del golf de Mèxic (amb la possible excepció de la desembocadura del Suwannee), entre els rius Suwannee i Oklawaha, estenent-se al área entre l'Oklawaha i el riu *Withlacoochee.
3. Itafi (o Icafui), parlat pels Icafui/Cascange i els Ibi, en el sud-est de Geòrgia, al llarg de la costa nord de l'illa de Cumberland al nord del riu Altamaha i a l'interior a l'oest de la tribu Yufera.
4. Yufera - parlat per la tribu yufera, al sud-est de Geòrgia, a la costa occidental de l'illa de Cumberland .
5. Mocama ('oceà' en timucua) (anomenat Agua Salada en Hahn 1996) - Mocama, inclou els Tacatacuru (a l'illa de Cumberland a Geòrgia) i els saturiwa (a l'actual Jacksonville) al llarg de la costa atlàntica de Florida des del riu St. Marys.
6. Agua Salada (Marítim en Hahn 1996) - l'afiliació tribal no és clara, la costa atlàntica en el veïnatge de Saint Augustine i terra endins fins al tram adjacent al riu St. Johns.
7. Tucururu - incert, possiblement al centre-sud de la Florida (un poble que es diu Tucuru era "quaranta llegües de St. Augustine").
8. Agua Fresca (o Agua Dulce) - tribu Utina (Agua Fresca o Agua Dulce), al llarg del baix riu St. Johns, al nord de Lake George.
9. Acuera - tribu Acuera, a la part alta de la riu Oklawaha i al voltant del llac Weir.
10. Oconi - Tribu Oconi (no s'ha de confondre amb els oconee de parla muskogi), "tres dies de viatge" de l'illa de Cumberland, possiblement als voltants d'Okefenokee Swamp.[1]

La major part de la documentació lingüística és de mocama i potano.
John R. Swanton identifica l'idioma parlat pels tawasa d'Alabama com un dialecte timucua. Aquesta identificació es va basar en una llista de vocabulari de 60 paraules recollit d'un informant anomenat Lamhatty que va aparèixer a Virgínia en 1708. Encara que Lamhatty no parlava cap idioma conegut a la zona, va dir que havia relatat que havia estat segrestat pels tuscarora nou mesos abans d'un poble anomenat Towasa. Lamhatty era parlant timucua, però John Hahn afirma que l'evidència del seu origen de Tawasa és "tènue".

## Classificació
No s'ha provat cap parentiu filogenètic entre timucua i cap altra llengua d'Amèrica del Nord, ni tampoc existeixen massa préstecs lèxics entre el timucua i altres llengües. No obstant això, s'han proposat alguns parentius possibles amb llengües d'Amèrica del Nord com les llengües muskogi, les llengües algonquines, les llengües sioux i fins i tot amb llengües del Carib i nord de Sud-amèrica com les llengües arawak i les llengües carib, encara que cap d'aquestes propostes resulta massa convincent i en general han estat descartades.
Més recentment, el lingüista Julian Granberry ha proposat certa evidència en favor del parentiu amb el warao, una llengua aïllada de Veneçuela. Aquesta proposta segueix en debat entre els especialistes, encara que Lyle Campbell la considera molt poc convincent.

## Descripció lingüística

### Fonologia
L'antiguitat de les fonts sobre el timucua, no permeten una anàlisi fonològica segura de la llengua, i els sons de la llengua només poden ser conjecturades sobre la base de les fonts existents, particularment a partir de l'obra de Pareja. En els quadres que segueixen les unitats fonèmiques conjeturades es col·loquen entre barres /·/ mentre que l'ortografia usada originalment s'indica en cursiva.
L'inventari consonàntic constaria de les següents unitats:
|            | Bilabial | Labio- dental | Alveolar | Palato- alveolar | Velar    | Labio- velar | Glotal |
| ---------- | -------- | ------------- | -------- | ---------------- | -------- | ------------ | ------ |
| Oclusiva   | p /p/    |               | t /t/    |                  | c, q /k/ | qu /kʷ/      |        |
| Africada   |          |               |          | ch /tʃ/          |          |              |        |
| Fricativa  | b /β/    | f /f/(φ?)     | s /s/    |                  |          |              | h /h/  |
| Nasal      | m /m/    |               | n /n/    |                  |          |              |        |
| Vibrant    |          |               | r /ɾ/    |                  |          |              |        |
| Aproximant |          |               | l /l/    | y /j/            |          |              |        |

- /k/ es representa mitjançant c quan va seguida d' /a/, /o/, o /o/; i mitjançant qu davant /i/ o /i/.
- No sembla haver-hi cap oclusiva sonora, [d] apareix només com al·lòfon de /t/ després de /n/
- El fonema /g/ va existir només en préstecs de l'espanyol com a gat.
- L'estatus fonèmic de /f/ i /b/ és dubtós.
- Els únics grups consonàntics possibles són /nt/ i /st/.
- No apareixen consonants geminades.

### Vocals
El timucua té 5 vocals, que poden ser llargues o curtes:
|         | Frontal | Posterior |
| Alta    | i [i]   | u [u]     |
| Mitjana | e [e]   | o [o]     |
| Oberta  | a [a]   | a [a]     |